# ハドソン・モホーク
ハドソン・モホーク（Hudson Mohawke、本名：ロス・マシュー・バーチャード、1986年2月11日 - ）は、スコットランド出身のDJ、エレクトロニック・ミュージシャン、音楽プロデューサー。

## 概要
14歳にしてDMC（DJ技術を競う世界大会）英国大会のファイナリストとなったことで早くから注目される逸材であり、老舗ワープ・レコーズの次代を担う存在と目される。12歳の段階でプレイステーションでビートを作り始めていたというハドソンは、フライング・ロータスを中心としたロサンゼルスのビート・シーンと共鳴するビート・ジャンキーとして知られ、ヒップホップとレイヴスタイルを合流させたDJ /ターンテーブリストとしても手腕を持つ。
2009年2月にEP『Polyfolk Dance』を発売。レーベルメイトであるクラークのサポート・アクトとして初めて日本での公演を行い、10月にはデビュー・アルバム『バター』を発売し、復活開催されたエレクトラグライドにも出演した。翌2010年にはサマーソニックに出演。
ルニス（Lunice）とはデュオ、TNGHTとして活動していた。
2014年にAppleのMacBook AirのCMで「Chimes」が使われた。
2015年のフジロックフェスティバルに出演。

## ディスコグラフィ

### アルバム
- 『バター』 - Butter (2009年、Warp)
- 『ランタン』 - Lantern (2015年、Warp)
- Ded Sec – Watch Dogs 2 (Original Game Soundtrack) (2016年、Warp)
- 『クライ・シュガー』 - Cry Sugar (2022年、Warp)

### ミックステープ
- Hudson's Heeters (2006年、LuckyMe)
- B.B.H.E. (2020年、Warp)
- Poom Gems (2020年、Warp)
- Airborne Lard (2020年、Warp)

### コンピレーション・アルバム
- 3PAC (2020年、Warp)

### EP
- Lucky Me (2005年) ※Surface Empire名義
- Choices Vol. 1 (2007年)
- Puzzles (2007年)
- Secrets (2007年)
- Polyfolk Dance (2009年)
- 『サテン・パンサーズ』 - Satin Panthers (2011年)
- TNGHT (2012年) ※TNGHT名義
- Hud Mo 100 (2013年)
- Chimes (2014年)
- II (2019年) ※TNGHT名義